# Ikarus 66
Az Ikarus 66 az Ikarus gyár helyi, illetve helyközi autóbusztípusa. Elterjedt beceneve „faros”, melyet valószínűleg jármű farmotoros elrendezése, és az ehhez kapcsolódó jellegzetes, járműtestből hátulra kinyúló motorsátor ihletett. A legyártott 9260 darab többségét a Német Demokratikus Köztársaságba exportálták, a magyarországi Volán vállalatokhoz került mintegy 2700 jármű révén pedig az 1960-as, 1970-es évek autóbuszközlekedésének egyik meghatározó típusa volt.

## A kezdetek
Az A58-as rajzjelű, kétajtós prototípus 1952-ben készült el. A P. Horváth György által formatervezett jármű önhordó vázszerkezettel épült. A szokatlan kialakítású hátsó motortér a következő évben, a típus távolsági forgalomra tervezett párjának, az Ikarus 55-ösnek az első példányain jelent meg. A városi forgalomra tervezett kocsiknál a levegős működtetésű harmadik ajtó beépítése – a hátsó tengely mögé – eleinte nehézséget okozott a gyárnak, ezért a sorozatgyártás (az 55-össel ellentétben), csak az 1950-es évek végén indult meg.

## A típus Magyarországon
A Fővárosi Autóbusz Üzemnél (FAÜ) 1956 január 31-én kezdte meg próbafutását a GF 100 rendszámú jármű, a Nagykörúton közlekedő 12-es viszonylaton. Később, 1959 és 1961 között a vállalat részére az Ikarus 75 darabot szállított az 1-2-1 ajtóelrendezésű városi változatból.
Ezek a Budapesti forgalomban – elsősorban a szűk belső tér és a kedvezőtlen utascsere miatt – nem váltak be, 1964-ig az összeset átadták az AKÖV-öknek.
A helyközi közlekedésben tömegesen 1963-ban jelent meg, majd hamarosan a legtöbb Volán társaságnál a legnagyobb darabszámban üzemelő típussá vált.
Legelterjedtebb altípusai a 66.22 és 66.23 jelzésűek voltak, előbbiek soronként 2+2, utóbbiak a városi forgalomra alkalmasabb 1+2 üléselrendezéssel készültek.
Az utolsó példányokat 1973 tavaszán adták a 14-es Volán részére.
A hetvenes évek második felétől az Ikarus 266-osok tömeges beszerzésével fokozatosan kiszorultak a közforgalomból, majd 1983 folyamán a maradék néhány kocsit is selejtezték a Volán társaságok.
Jelenleg is meglévő példányok:
- VOL-066 (ex. EZY-690) 66.62 altípus, NDK-ból visszahozott jármű
- OT 53-00 egyajtós, valószínűleg szovjet exportból visszamaradt kocsi, az első magyarországi minősített veterán 66-os
- GC 39-35 66.22 altípus, forgalomban a Zala Volánnál 1971 és 1982 között, felújításra vár

## A típus külföldön
A típus legnagyobb vásárlója a Német Demokratikus Köztársaság volt, 1958 és 1973 között közel 6000 jármű került ide, köztük háromajtós, városi kialakításúak is. Ezen járművek motorját IFA adagolószivattyúval szerelték, majd egy jelentős részüknél, felújítás során, az eredeti Csepel motort lényegesen erősebb, 195 lóerős, 6 hengeres Schönebeck dízelmotorra cserélték. Az 1980-as évek végéig közlekedtek közforgalomban.
Jelentős mennyiséget, majdnem 300 darabot szállított a gyár Lengyelországba, illetve 250 darab, osztrák gyártású Saurer motorral épült példányt pedig Egyiptomba és Kuvaitba. A kuvaitiak közül mintegy 100 jármű utóbb Dél-Jemenbe került, ahol az ekkor már tizenéves járművek nehéz hegyi körülmények között is bizonyítottak.